# Tanngnjóstr y Tanngrisnir

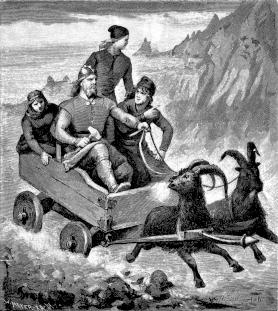
Thor conduciendo su carro.

En la mitología nórdica, Tanngnjóstr (rompedientes) y Tanngrisnir (crujir de dientes) son un par de machos cabríos mágicos que conducen el carro volador del dios Thor. Él puede cocinar estos animales y colocando nuevamente los huesos y la piel juntos, es capaz de devolverlos a la vida con la ayuda de su martillo Mjölnir. En una ocasión en una de sus travesías solicitó hospedaje en la casa de unos campesinos, cocinó los animales e invitó a la familia. Al día siguiente cuando los devolvió a la vida notó que uno de ellos cojeaba y Þjálfi, uno de los hijos de los campesinos confesó que había partido uno de los huesos, para chupar la médula; para calmar la ira del dios, él y su hermana Röskva se convirtieron en sus sirvientes.
Se relata en el poema escáldico Haustlöng que el carro arrasaba la tierra y resquebrajaba las montañas a su paso.

## Etimología
El nombre en nórdico antiguo Tanngrisnir se traduce como "crujir de dientes" y Tanngnjóstr significa "rompedientes". El erudito Rudolf Simek comenta que los nombres eran jóvenes cuando se registraron, y pueden haber sido invenciones de Snorri. Tanngnjóstr a veces se denomina modernamente en inglés como Tanngiost.